# 韦艺和
韦艺和（1965年—），出生于安徽和县，笔名江南平虹。中国当代画家，以画“彩竹”见长，被著名艺术家刘艺称为“中国彩竹第一人”。

## 生平
1983年在浙江美院（现中国美术学院）学习，1985年在中央美术学院进修，1987年在北京人文大学首届中宣部委办群众文化管理系学习，1995年毕业于安徽师范大学美术教育系，2009年毕业于清华大学新中国画高研班。1999年入选中国百名知名书画家，2004入选当代中国三十名书画家。出版有《中国近现代名家韦艺和画集》、《韦艺和画集》。现为北京艺缘虹画院院长、电影《徐悲鸿》负责人和制片人。其绘画作品被毛主席纪念堂、徐悲鸿纪念馆和多个国家的博物馆收藏。